# Diet Rite
Diet Rite è un marchio di bibite a "zero calorie" create dalla R.C. Cola company. Dal 2008 è posseduta e distribuita dall'azienda statunitense Dr Pepper Snapple Group. In precedenza il marchio era di proprietà del gruppo Cadbury, dopo l'acquisto della Dr Pepper/Seven Up nel 1995.
Diet-Rite Cola è stato uno dei primi marchi di bibite light ad essere distribuite nel territorio statunitense. Venne lanciata nel 1958 e inizialmente venne pubblicizzata come prodotto dietetico, ma nel 1962 venne addirittura blasonato come prodotto sanitario. La formula originale venne zuccherata con ciclamato e saccarina.
Dal 1969, la Food and Drug Administration bandì il ciclamato, imponendo alla proprietà di riformulare la ricetta. Ciò avvenne nel 1983 e venne eliminato il sodio, diventando la prima bibita senza sodio. Nel 1987, con una popolarità in discesa della saccarina in quanto dichiarata cancerogena, Diet-Rite venne nuovamente riformulata, questa volta usando l'aspartame ed eliminando la caffeina. Negli anni novanta vennero ideati nuovi gusti alla frutta, e nel 2000 la linea venne riformulata ancora, questa volta per sostituire l'aspartame con il sucralosio (Splenda) e l'Acesulfame K. Divenne la prima bibita dietetica negli States a non utilizzare aspartame né saccarina come dolcificante.  Nel 2002, alcuni gusti vennero modificati e il marchio perse la "-" diventando Diet Rite.  Nel 2005 l'aggettivo "Pure Zero" venne aggiunto alle denominazioni delle bibite.

## Gusti
- Black Cherry Pure Zero
- Cola Pure Zero
- Golden Peach Pure Zero
- Kiwi Strawberry Pure Zero
- Red Raspberry Pure Zero
- Tangerine Pure Zero
- White Grape Pure Zero
- Cherry Cola Pure Zero